# Hélinand di Froidmont
Hélinand di Froidmont o Hélinant (in latino Helinandus Frigidimontis; Pronleroy, 1160 – 1229) è stato uno scrittore, poeta e religioso francese.

## Biografia
Gli storici della letteratura posseggono scarse informazioni biografiche riguardanti questo cavaliere di origini nobili che praticò anche il mestiere del letterato trovatore presso la corte di Filippo II di Francia.
Nacque in una famiglia di origini fiamminghe e studiò a Beauvais come allievo di Pietro Abelardo.
Durante la gioventù cedette alle debolezze della vita mondana, ma nel 1183 la sua esistenza ricevette una svolta grazie alla conversione religiosa, che lo condusse nell'abbazia cirstercense di Froidmont in Beauvais, dove non solo condusse una vita di ritiro e di raccoglimento spirituale, ma trovò anche gli spunti per redigere varie raccolte liriche in latino, una sessantina di sermoni (alcuni dei quali, tra i più ricchi di lirismo, dedicati alla Madonna), un'epistola autobiografica (De reparatione lapsi), uno scritto storico (Chronicon) ed il poemetto Les Vers de la Mort ("Versi della morte", 1195).
Questo lavoro fu incentrato sull'argomento della vita, con le sue insicurezze, dolori, fragilità, e della morte nel pieno rispetto, non solamente degli insegnamenti biblici e della Parola di Dio e di Gesù Cristo, ma anche dei più pregevoli ed elevati canoni lirici. Questo suo lavoro riscosse un grande successo e divenne un modello per i suoi contemporanei e successori.
Hélinand si dimostrò capace di toccare momenti di grande trasporto e di alto gusto poetico, soprattutto quando dedicò il suo approfondimento al senso tragico ed ineluttabile della morte, oltreché alla sua indispensabilità per condurre l'uomo davanti al Giudizio di Dio ed alla sua vicinanza eterna.
Un altro suo lavoro conosciuto fu la Chronicon, terminato intorno al 1223 e composto da quarantanove libri. In questi volumi Hélinand compilò una dettagliata storia dell'umanità dalle origini fino ai suoi giorni, prendendo spunto da svariate fonti di informazione, con intenti soprattutto cronologici, anche se non mancarono commenti ed approfondimenti sui fatti e sui personaggi.
Hélinand è talvolta confuso con lo scrittore cistercense Hélinand di Perseigne, autore, per lo più, di testi religiosi.